# 유효식
유효식(1982년 4월 13일 ~ )은 대한민국의 필드하키 선수이다.

## 학력
- 삼성초등학교 졸업
- 용산중학교 졸업
- 용산고등학교 졸업
- 한국체육대학교 졸업

## 경력
- 2004년 하계 올림픽 남자 하키 국가대표
- 2006년 아시안 게임 남자 하키 국가대표
- 2008년 하계 올림픽 남자 하키 국가대표
- 2010년 아시안 게임 남자 하키 국가대표
- 2012년 하계 올림픽 남자 하키 국가대표
- 2014년 아시안 게임 남자 하키 국가대표

## 수상
- 2006년 아시안 게임 남자 하키 금메달
- 2009년 남자아시아하키선수권대회 1위
- 2010년 슐탄아즐란샤 국제남자하키대회 1위
- 2014년 아시안 게임 남자 하키 동메달

## 가족
- 아버지 유영채: 전 대한민국 필드하키 국가대표팀 감독.